# Carex neurophora
Carex neurophora Mack. es una especie de planta herbácea de la familia de las ciperáceas.

## Hábitat
Es nativa de la oeste de los Estados Unidos, donde crece en las montañas húmedas como hábitat de prados y corrientes de arroyos. 

## Descripción
Esta juncia produce tallos de hasta unos 60 centímetros de altura y las inflorescencias que son densas y alargadas con indistinguibles grupos de espigas de flores.

## Taxonomía
Carex neurophora fue descrita por  Kenneth Kent Mackenzie y publicado en Illustrated Flora of the Pacific States 1: 298, f. 706. 1923.
Etimología
Ver: Carex